# Jeunes Libéraux d'Autriche
Les Jeunes Libéraux d'Autriche (en allemand, JuLis - Junge Liberale Österreich, auparavant Liberale Studentinnen und Studenten Forum, LSF) est le mouvement de jeunesse du Forum libéral, le parti libéral autrichien. En 2009, il présente sa propre liste aux Européennes sans avoir consulté le Forum, qui renonce à la sienne. La liste JuLi obtient 0,7 % des voix.
Dans le même temps, poursuivant la tradition du LSF, mi-organisation de jeunesse, mi-syndicat étudiant, les JuLis présentent des candidats dans la plupart des universités lors des élections étudiantes du printemps. Ils perdent alors leur dernier siège national et n'obtiennent aucun mandat local, pour la première fois depuis les premières élections auxquelles le LSF ait participé en 1995 et où il avait obtenu huit sièges nationaux.
Les JuLis fonctionnent dès lors comme un parti politique à part entière doté de ses fédérations provinciales. Ils annoncent pendant l'été 2009 leur soutien à l'initiative de leur ancien président et tête de liste Hannes Müllner qui veut créer un nouveau parti « libéral-démocrate »,.